# Advance and Follow
Advance and Follow es el primer álbum completo del grupo VNV Nation, realizado en diciembre de 1995. Es comúnmente abreviado A&F. Comparado con el sonido Futurepop de los subsecuentes álbumes de VNV Nation Advance and Follow tiene un sonido de mediados de la era del EBM con influencias clásicas. En el 2001 el álbum fue reeditado con una producción actualizada y recreaciones vocáles con cinco canciones extras. Debido a la rareza de los dos álbumes, no es común verlos siendo vendidos en eBay por largas sumas de dinero.

## Lista de canciones
1. Anthem – 2:05
2. After Fire – 5:40
3. Frika – 5:55
4. Serial Code – 2:45
5. Serial Killer – 6:30
6. Cold – 4:34
7. Amhrán Comhrac – 3:54
8. Requiem QCN – 5:05
9. Outremer – 5:32
10. Fiume – 2:55

### Canciones extras de la reedición
1. Aftershock – 4:57
2. Serial Killer (Tormented) – 5:35
3. Circling Overland (Front 242 cover) – 4:58
4. DSM02 (Front 242 cover) – 5:49
5. After Fire (Storm) – 5:42

- Datos: Q4686093